# プリンスオブウェールズ島 (アラスカ州)
プリンスオブウェールズ島（プリンスオブウェールズとう 英語: Prince of Wales Island｝はアメリカ合衆国アラスカ州のアレキサンダー諸島の島で、一帯をアラスカ・パンハンドルと呼ぶ。属領を含むアメリカ合衆国領の島のなかでハワイ島とコディアック島、プエルトリコ島につぎ4番目に大きい。また世界では97番目である。

## 地理・自然環境
島は長さ135マイル (217 km)、幅45マイル (72 km)、面積2,577 sq mi (6,674 km2)でアメリカ合衆国のデラウェア州より少し大きくアイルランドのおよそ10分の1で、住民およそ6000人が住む。

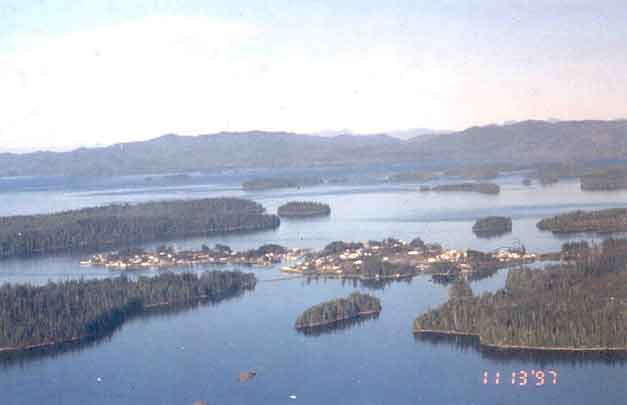
クレイグ

最大の街クレイグは20世紀初頭に魚の塩漬け加工業者が拓き、人口は5,559人。同じく漁業で栄えた歴史ある街のクラウォック (人口約900人) のほか、1900年から1915年頃にわたる鉱山ブームで栄えた後にゴーストタウン化し、1950年代に丸太小屋集落として再建されたのがホリス (人口約100人) でフェリーの船着き場がある。
いくつもの山は更新世氷河の浸食を受けながら、最高峰ネバーサマーは標高3,000フィート (914 m)を超える。フィヨルド、急勾配の山、深い森がこの島の特徴で、広大な石灰岩の洞窟があり、エル・キャピタン・ピット El Capitan Pit と呼ばれるドリーネは深さ598.3フィート (182.4 m)とアメリカ合衆国で一番深い可能性がある。
海況により発生する霧がこの島の気候に大きな影響を与えている。
島のほとんどがトンガス国立森林公園に指定され、国立原生自然保全制度の指定を受けた原生地域としてカータ川原生地域と南プリンスオブウェールズ原生地域の2か所がある。
野生生物には固有種が多く、Prince of Wales flying squirrel (Glaucomys sabrinus griseifrons ) などが見られる。
行政区分として島はプリンスオブウェールズ・ハイダー国勢調査地域に属する。

## 歴史
島は伝統的に先住民トリンギットの領域で、トリンギット語で島をTaanと呼び、アシカを意味する。
ハイダ族が流入してきたのは18世紀末である。
1741年、ヴィトゥス・ベーリングが行った第2次探検に随行したアレクセイ・チリコフがプリンスオブウェールズ島のすぐ西にあるベーカー島に到達した。これがヨーロッパ人による地域探査の初記録で、その後も海域には1774年にスペインの探検家ジュアン・ペレスが全長39フィート (12 m) の舟艇で当時スペイン領だったメキシコのラパスからプリンスオブウェールズ島沖の Sumez Island に到達、ジェームズ・クック (イギリス) がこの周辺を探検したのは1779年、1786年にラ・ペルーズ伯 (フランス) がアラスカ探検に伴い、島周辺を探検している。
島の東海岸コルダー湾にアラスカ初のサケの塩漬け加工場の跡がある。ヨーロッパ人が天然資源を求めて入植するにつれ、19世紀の終わりに銅や金などの鉱業がおこり、鉱山により地下の金脈lode minesの状態が異なる。石英の変成岩（英：vein）（ゴールドスタンダード、シーレベル、ドーソン、ゴールデンフリース、ゴールドストリームなど）、スカルン（ジャンボおよびカサン半島の銅・金鉱山）。苦鉄質-超苦鉄質の鉱物を帯状に含有する火成岩（ソルトチャックの金・銀・銅・PGE鉱山）。火山性塊状硫化鉱石（英：VMS）の金脈（Niblackなど）もある。1950年代から1970年代にかけてボーカン山でウラン採掘が進んだ。

## 島の経済

### 林業
歴史的に島の主力産業であった林業だが、小規模な製材業程度に縮小している。1975年には島北部の約1,600 km2 (40 万エーカー) の森林について、ポイント・ベイカー住民組合などが合衆国森林局を相手取り伐採差し止めを訴えた。 von der Heydt 判事は1975年12月、島北部のレッド湾西側からコルダー湾最東端にわたる土地400,000エーカー (161,874 ha) に線引きし皆伐 (かいばつ) を禁止する。森林局は伐採を進める根拠法の導入をアメリカ連邦議会に働きかけ、1976年3月、国有森林管理法制定により判決を無効にした。それでも島北端で市場価値のある森林資源のうち、伐採量は半分ほどに留まる。
その背景で1975年の早い時期から島北端の Labouchere Bay で伐採用林道の開拓基地の整備が進んでいる。当初は中古のタグボート「アイリーン」を洋上の宿泊施設に転用、陸上へ通った Robertson & Sons 社の作業員は海岸に近い森を拓き、仮設住宅に使うトレーラーハウスを置く平地を準備する。林道敷設と伐採の作業員向け宿舎と家族寮が6月初旬に完成すると森林管理局の監督のもと、1976年から伐採が始まった。
島の原生林の保護解除については2010年にLisa Murkowski と Mark Begich 両上院議員から特定の私企業に島南部と北部ベーカー岬を含む数カ所の伐採および入り江や湾の占有を認めるよう、議員提案が提出された。

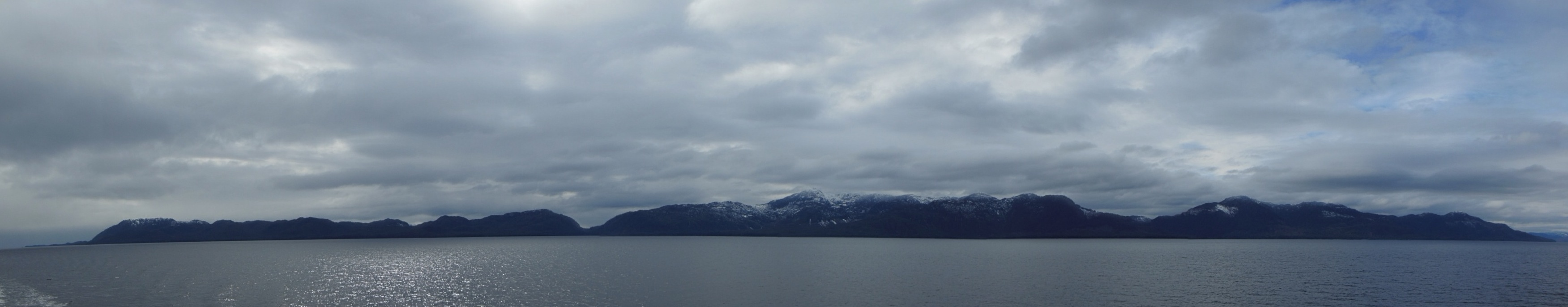
島東部カサン半島のパノラマ

### 観光
スポーツ・フィッシング (遊漁) などの観光業はこの島の経済の一部を支える重要な産業である。フェリー会社が島への定期運行を整え、民間企業が開いた林道を州予算で整備して島内の移動手段が改善されたことにより、観光客の増大につながった。
森林管理局は小中高校生対象にオンライン教材の紹介を行い、森林保護区内で研修プログラムを行う。PBSの児童向け自然番組もアラスカの手付かずの森と生き物を取り上げ、番組ホストで生物学者のクラット兄弟はBBCテレビ共同制作のアラスカ特集番組に招かれると、トンガス国立森林保護区とケナイフィヨルド国立公園、 カトマイ国立公園を紹介した。

### 漁業
漁業は島の基幹産業で夏の間はトロール漁や地引き網漁でサケを捕獲し、延縄漁 (はえなわりょう) はオヒョウやアブラボウズを水揚げする。年間を通じてアメリカイチョウガニや小エビを出荷、冬期はアメリカナミガイやナマコ、ウニの潜水漁が行われる。

### 政府機関の雇用
この島のほとんどの地域は連邦政府の所有地であり、特にクレイグとトーンベイにある2つの森林管理地域は多くの住民に雇用をもたらす。

### 鉱業

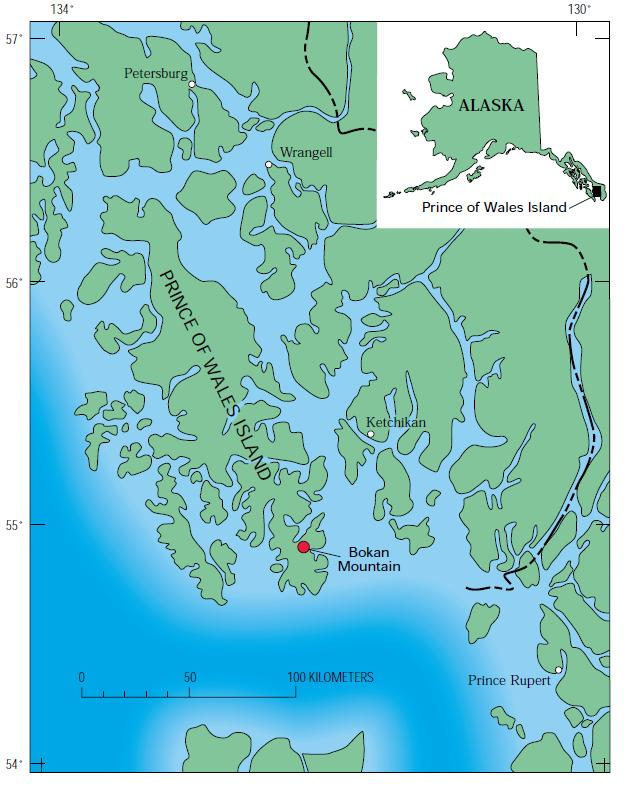
ボーカン山の位置（地図の中央下）

鉱物資源の探査活動は島の各地で継続している。アラスカ州における唯一操業中のウラン鉱山はロス・アダムス鉱山で、同じ南部のケンドリック湾にあるボーカン山鉱区では地元メディアによると鉱山の修復計画が進むといい、Technology Metals の分析ではレアアース埋蔵量「推計」でカナダのストレンジレイク鉱山と並ぶ世界第3位とされる。中国によるレアアース積出制限を受け、2012年にアメリカ国防総省は鉱山の評価と埋蔵資源調査を指示する。
「ボーカン–ドットソン尾根レアアース」事業計画(以下ボーカン REE 事業) では Ucore レアメタル社が所有する鉱区のレアアース埋蔵量530万トンのうちジスプロシウムを20.7万トン含むと算出される。世界規模ではめだたなくとも全米最大であり、2014年のさらに深い地点の試掘により推定埋蔵量が加算される。U 社広報によると2019年8月にアラスカ州知事 Michael J. Dunleavy がトランプ政権の経済政策に呼応して大統領府 Council of Environmental Quality (“CEQ”) にボーカン REE 事業を優先社会基盤事業 (HPIP= High Priority Infrastructure Project) に指定するよう請願、2019年8月時点も開発は計画段階である。U社は長年、ボカン山でウラン探査を担ってきた探鉱者一家の所有地 9,421エーカー (3,813 ha) をおよそ100万ドルで買い取った。

## 交通

### 道路
かつて納税者の融資を原資として林業業者がおよそ2,500マイル (4,000 km)の林道を開通させた が、伐採の終了とともに役目を終えるとそのほとんどは管理されないままに過ぎた。
現在も舗装道は一部区間に限定され Whale Pass 分岐より先は未舗装である。砂利敷きでも舗装工事は 1マイル (1.6 km) あたり 15万 から 50万アメリカドルと多額の予算を要し、島北部のポイント・ベイカーやポート・プロテクション地区は1974年、島全体の道路システムに接続することを断念した。その後、州によって整備された500kmに及ぶ「景観道路」が、島のほとんどの集落を結んでいる。

### 物流
プリンスオブウェールズ島の主要港はクレイグにある。この島を含むアラスカ南東部の各港に向け、数社が太平洋湾岸の港から貨物用艀（はしけ）を定期運行する。

### 連絡船

#### アラスカ高速航路システム

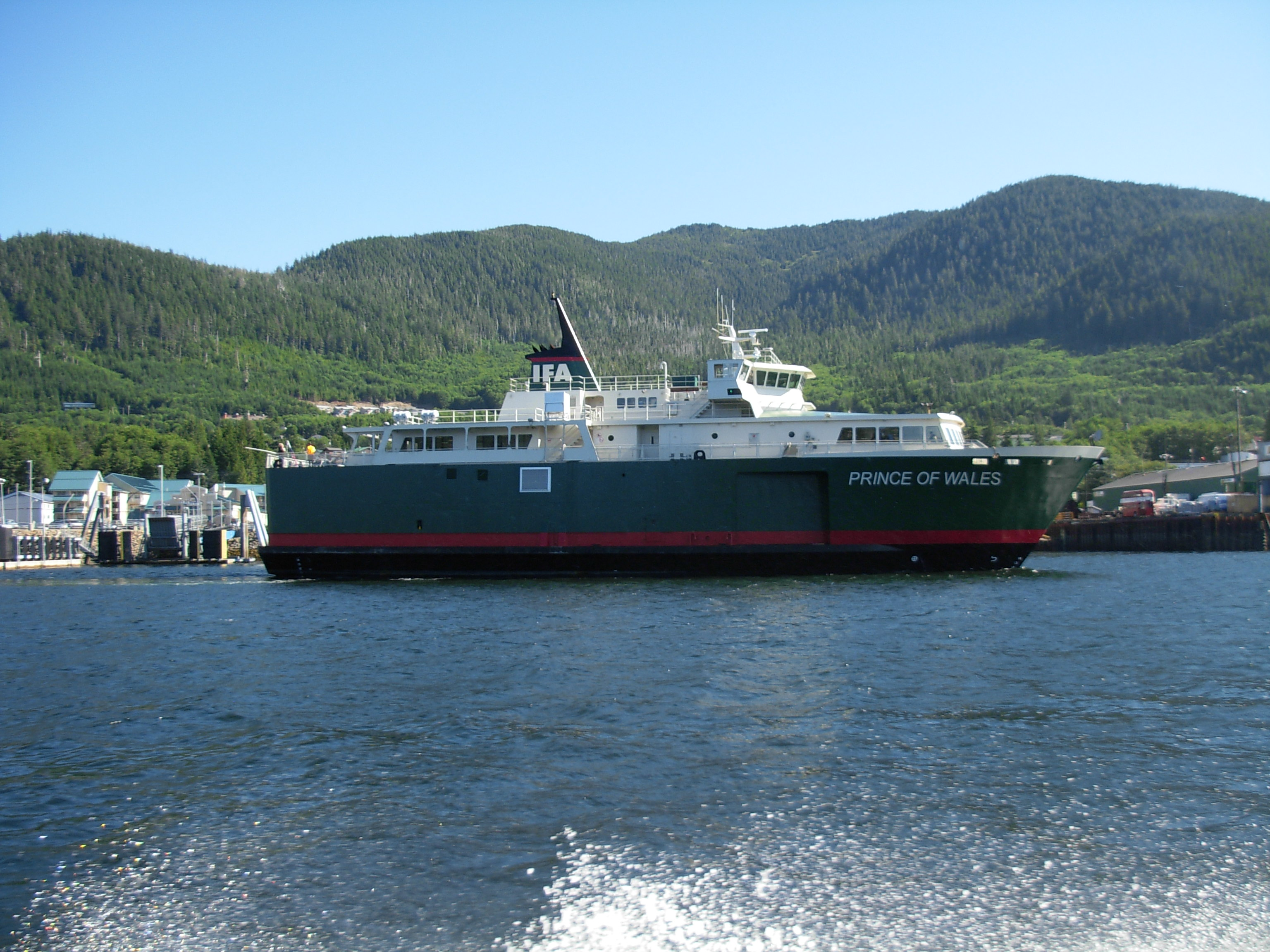
ケチカン港のフェリー

海運史上、ホリス港にアラスカ高速航路システム AMHS (Alaska Marine Highway) （英語）の連絡船が不定期に寄港してきた。島間フェリー・オーソリティー (FIA) が定期運航に参入して以来、連絡船は毎日運行され、ときには定期検査中に船を貸し出すなどAMHSと共存している。

#### 島間フェリー・オーソリティー
アラスカ本土ケチカンと島のホリス港を結ぶ連絡船事業に参入した島間フェリー・オーソリティー (IFA＝Inter-Island Ferry Authority) は、1日数回、36マイル (58 km)を片道3時間で定期運航する。年間の輸送量は乗客5万人超、車両1万2000台、アラスカ州南東部の経済界に雇用をもたらし、商業活動の円滑化と観光客誘致に役立っている。2015年に IFA 連絡船を利用し来島した観光客は3千人とされ、1千万アメリカドル相当の経済効果は島全域の宿泊業、遊漁や飲食業に夏季の臨時雇用を生み出している。高品質な魚介類と水産加工業を市場に運んで、就業を支えてもいる。ケチカンへの通勤の足でもある。
運賃が高く天候に左右されやすい航空便に代わり、島民1千人がケチカンにある医療サービス利用に連絡船を使った。またプリンスオブウェールズ島民は連絡船に乗ってケチカンを訪れ、生活必需品その他の買い物や医療機関で消費した総額は年間1400万アメリカドル超 (2015年) と、地域経済の中心としてケチカンの地位を確保した。あるいは冠婚葬祭はじめ家族行事など一般旅客の利用のほか、生徒や学生の団体利用は年間3,100件を数えアラスカ州の13学区の交流に寄与し、先住民文化のトーテムポール献納式、高校バスケットボールの交流試合、あるいは研修会や大学祭などの出場に乗船した。交通機関として空路に比べると風雪に耐えること、運賃の手ごろさから乗客のおよそ4分の1をシルバー世代と未成年が占め、2002年時点の航空機利用と比べると乗客ベースで交通費を1700万アメリカドル相当、節約できた計算になる。
企業や組織は連絡船の定時運航を織り込んだビジネスモデルを構築し、連絡船の入出港が時計の時刻合わせに使えると冗談に語られるほどダイヤが信頼された。また運賃収入で運用経費の85％をカバーするという IFA の運用効率は公共交通機関の世界ではかなりの高い成績と認められる。連絡船事業は住民と財界人から「かけがえがない」という評判を得るにいたり、測定不可能な要素を省略しても、ケチカンとプリンスオブウェールズ島の経済効果は海産物関係や医療関係、旅行業、運輸業、小売部門を見ると総額5,220万ドルを示す (2015年の集計)。

### 空港
クレイグ空港(IATA: KLW, ICAO: PAKW, FAA LID: AKW)が島唯一の飛行場である。ほかに水上飛行機の発着地が数か所あり、ケチカンと結ぶ定期便を航空会社4社が就航。その他のサービス業者が提供する航空タクシーやチャーター便を含め以下にまとめた。
| ケチカン | コフマンコーブ、 クレイグ、エドナベイ、ホリス、ハイダバーグ、ナウカティ・ベイ、ポイント・ベイカー、ポート・プロテクション、ソーン・ベイ、ホエール・パス |

## 集落
- コフマンコーブ（英語版）
- クレイグ（英語版）
- ホリス（英語版）
- ハイダバーグ（英語版）
- カサン（英語版）
- クラウォック（英語版）
- ナウカティ・ベイ（英語版）
- ポイント・ベイカー（英語版）
- ポート・プロテクション（英語版）
- ポート・セントニコラス (Port St. Nicholas)
- ソーン・ベイ（英語版）
- ウォーターフォール（英語版）
- ホエール・パス（英語版）

## 著名な出身者、元住民
- ホリー・マディソン (en)　アメリカ人ファッションモデル。元ヒュー・ヘフナーの恋人。
- エリザベス・ペラトロビッチとロイ夫妻　アラスカ州の人権運動のパイオニア。全米で初めて人権擁護を法制化したアラスカ州差別禁止条項 (1945年制定) の成立に深くかかわる。1988年以来、2月16日はアラスカ州の「エリザベス・ペラトロビチ記念日」[注釈 6]。